# Catedral de Nuestra Señora (Die)
La catedral de Nuestra Señora de Die o simplemente catedral de Die (en francés: Cathédrale Notre-Dame de Die) es una antigua catedral católica francesa, que fue la catedral de la diócesis de Die desde el siglo IV hasta 1801. En ese momento, el obispado de Die estaba en gran parte, relacionado con el de Valence. Fue construida en el siglo XII y es un edificio protegido como parte de la clasificación como monumento histórico de Francia desde 1840.
La catedral conserva la iglesia original, construida entre 1130 y 1250, un campanario, un pórtico románico y la pared sur.
Fue completamente reconstruida en el siglo XVII, debido a los graves daños que sufrió durante la época de la Reforma.
La diócesis no fue restaurada después de la Revolución Francesa pero por el Concordato de 1801 la añadió a la Diócesis de Grenoble.

## Véase también

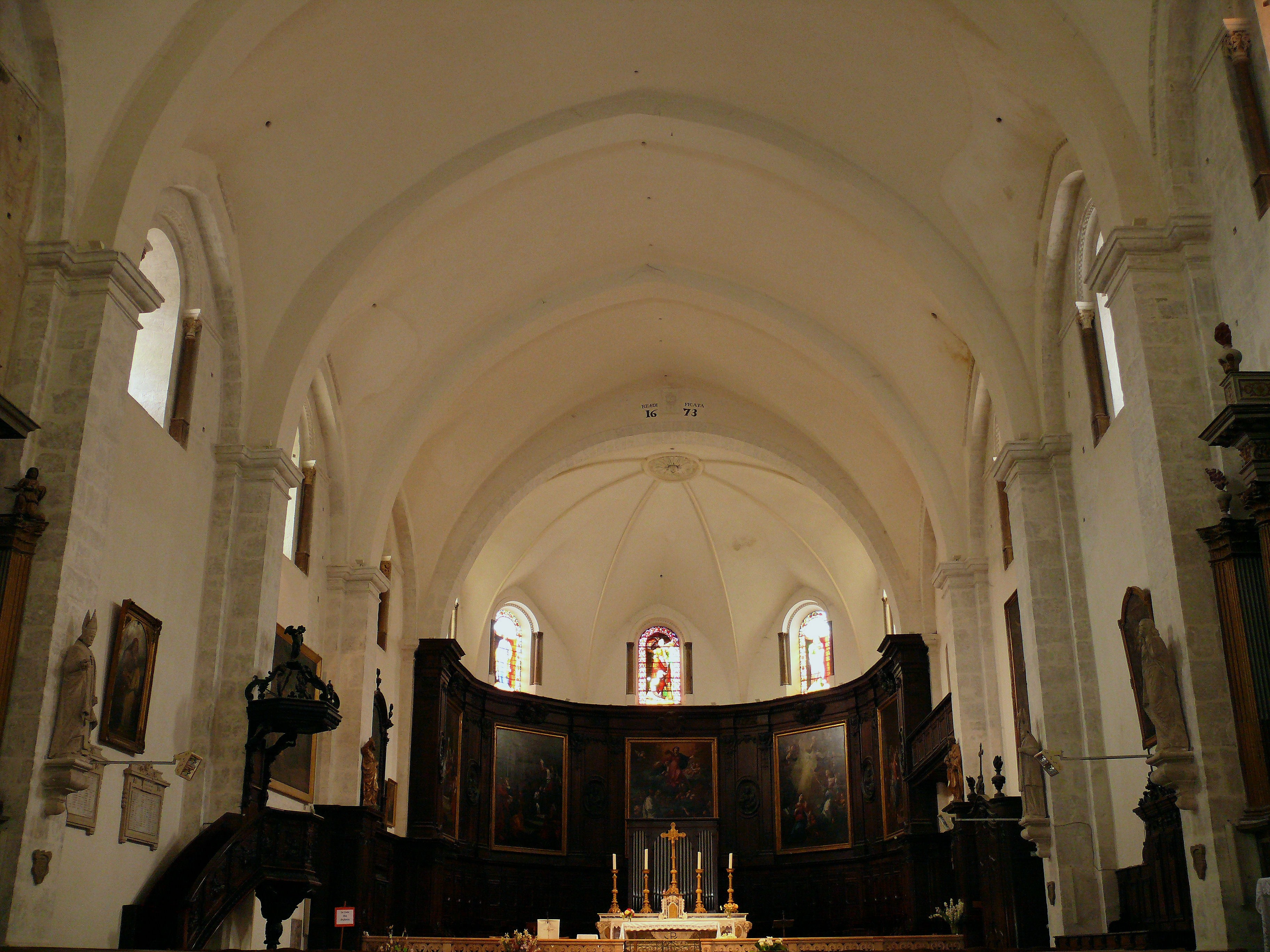
Vista interna